# Luca Ansoldi
Luca Ansoldi (Merano, 5 gennaio 1982) è un ex hockeista su ghiaccio italiano, di ruolo attaccante.

## Carriera

### Club
Ansoldi iniziò la propria carriera nel 1998-99 con l'AHC Vinschgau - Val Venosta, con 11 punti in 12 presenze. Dal 1999 al 2004 militò nell'HC Merano in Serie A totalizzando 143 punti in 188 partite disputate con la squadra della sua città natale. Per le due stagioni successive fu invece un elemento del Renon. Con la squadra dell'altopiano mise a segno 28 reti e 44 assist in 94 partite di campionato.
In vista della stagione 2006-2007 Ansoldi si trasferì alla SG Cortina, formazione con la quale vince il campionato. Nell'estate del 2007 si trasferì all'Hockey Club Bolzano, con cui in due stagioni vinse due Supercoppe italiane, una Coppa Italia (2008-09) e due scudetti consecutivi. In totale con la maglia di Bolzano Ansoldi vanta 89 incontri di campionato con 29 reti e 48 assist.
Nell'estate 2009 fece ritorno al Renon, e nella prima partita ufficiale vinse la sua terza Supercoppa personale, proprio contro il Bolzano, mettendo anche a segno una rete. Ansoldi rimase a Collalbo per le due stagioni successive, ottenendo 97 punti in altrettante partite grazie a 37 reti e 60 assist.
Nel 2011 decise di trasferirsi in Serie A2 presso l'Hockey Milano Rossoblu con il progetto di riportare la formazione lombarda in Serie A. Assunto il ruolo di vice-capitano Ansoldi conquistò con Milano la promozione dopo una stagione nella quale si mise in luce con 61 punti in 34 partite di stagione regolare, secondo miglior marcatore della squadra. Nell'estate del 2012 fu riconfermato da Milano anche in Serie A.
Nell'estate del 2013 Ansoldi scelse di ritornare in Alto Adige per giocare con il Renon, formazione per cui aveva già militato per quattro stagioni. Quell'anno vinse la Coppa Italia 2013-2014 e la Elite.A.
Vestì la maglia rossoblu fino al termine della stagione 2015-2016, al termine della quale rifiutò la proposta di rinnovo del Renon per scendere di categoria e tornare al Merano, dove era allenatore il fratello Massimo.
Giocò con i meranesi fino al termine della stagione 2023-2024, quando annunciò il ritiro.

### Nazionale
Nel 2006, con la maglia della Nazionale italiana partecipò ai XX Giochi olimpici invernali e ai mondiali. Esordì in azzurro a 18 anni, l'8 agosto 2000. In totale con la maglia del Blue Team vanta cinque partecipazioni al mondiale di Gruppo A, tre partecipazioni con altrettanti successi in Prima Divisione e una presenza ai Giochi Olimpici.

## Palmarès

### Club
- Campionato italiano: 6

Merano: 1998-1999
Cortina: 2006-2007
Bolzano: 2007-2008, 2008-2009
Renon: 2013-2014, 2015-2016
- Serie A2: 1

Milano Rossoblu: 2011-2012
- Coppa Italia: 5

Bolzano: 2008-2009
Renon: 2009-2010, 2013-2014, 2014-2015
Merano: 2019-2020
- Supercoppa italiana: 4

Bolzano: 2007, 2008
Renon: 2009, 2010

### Nazionale
- Campionato mondiale di hockey su ghiaccio - Prima Divisione: 3

Paesi Bassi 2005, Polonia 2009, Ungheria 2011